# Granholm Rock
Granholm Rock är en kulle i Antarktis. Den ligger i Östantarktis. Australien gör anspråk på området. Toppen på Granholm Rock är 3 meter över havet.
Terrängen runt Granholm Rock är platt söderut, men åt sydost är den kuperad. Havet är nära Granholm Rock åt nordväst. Trakten är glest befolkad. Närmaste befolkade plats är Casey Station, 2,8 kilometer öster om Granholm Rock. 